# Ernst Frenzel (Politiker, 1904)

Ernst Frenzel

Ernst Frenzel (* 25. Oktober 1904 in Koblenz; † 25. August 1978 in Norden) war ein deutscher Politiker (NSDAP) und SA-Führer.

## Leben
Nach dem Besuch der Volksschule, der Oberrealschule und des Realgymnasiums absolvierte Ernst Frenzel eine Banklehre. Später durchlief er außerdem einige Lehrgänge an einer Verwaltungsakademie. Bis ins Jahr 1932 verdiente er seinen Lebensunterhalt als Bankangestellter einer Girozentrale in Weimar.
Im Jahr 1923 war er zunächst Mitglied im Deutschvölkischen Schutz- und Trutzbund, schloss sich aber noch im selben Jahr der NSDAP an. Zum 27. März 1925 trat er der Partei nach ihrem Verbot erneut bei (Mitgliedsnummer 1.332). Im Januar 1932 wurde Frenzel hauptamtlicher SA-Führer. Außerdem übernahm er Aufgaben als Gauredner der NSDAP und als Adjutant der SA-Gruppe Thüringen. Als SA-Standartenführer war er von Mai 1936 bis Mai 1937 Führer der SA-Standarte 95 (SA-Gruppe Thüringen). Seine Beförderung zum SA-Oberführer erfolgte am 1. Mai 1937, worauf er die SA-Brigade 44 „Thüringen-West“ bis zum 31. Mai 1943 führte. Von März 1938 bis Kriegsende war er zudem Ratsherr der Stadt Eisenach.
Nachdem er bei der Reichstagswahl am 29. März 1936 erfolglos kandidiert hatte, trat Frenzel am 17. März 1937 als Ersatzmann für den verstorbenen Abgeordneten Karl Rompel in den nationalsozialistischen Reichstag ein, in dem er bis zum Ende der NS-Herrschaft im Frühjahr 1945 den Wahlkreis 12 (Thüringen) vertrat. Von September 1939 bis November 1942 leistete er Militärdienst bei einem Grenadier-Regiment. Währenddessen wurde er am 30. Januar 1940 zum SA-Brigadeführer befördert. Im Jahr 1942 wurde er von der Obersten SA-Führung in das Auswärtige Amt kommandiert. Anfang 1943 trat er diesen Dienst an. Bis Kriegsende war er kommissarischer Gruppenleiter der Referatsgruppe Inland I im Auswärtigen Amt. Zeitgleich war er im persönlichen Stab des Reichsaußenministers Joachim von Ribbentrop.
Als Assistent von Helmut von Hummel beteiligte er sich an der Sammlung von Raubkunst, mit dem Aufbau eines "Führermuseums" in Linz als Ziel. Dabei hielt er von Hummel immer auf dem Laufenden über den Fortschritt der geplanten Überführung der Schloss-Sammlung und teilte der deutschen Botschaft in Paris mit, dass die Verhandlungen über die Schloss-Sammlung dem 6-Punkte-Vorschlag von Dr. Göpel folgen würden, den er in einem Brief an Martin Bormann am 26. April 1943 dargelegt hatte.